# 쐐기뼈
쐐기뼈(Cuneiform bones) 또는 설상골은 발목뼈 원위열(distal row of tarsal bones) 뼈이다. 안쪽 쐐기뼈(제1 설상골), 중간 쐐기뼈(제2 설상골), 가쪽 쐐기뼈(제3 설상골) 세 가지가 있다. 안쪽 쐐기뼈가 엄지발가락쪽이고, 가쪽 쐐기뼈가 가운데 발가락 쪽이다.

## 같이 보기
- 쐐기 문자